# فتاة الأحلام (فلم)
فتاة الأحلام هو فيلم كوميدي هندي من بطولة أيوشمان كورانا، وأنتج في سبتمبر 2019. يحكي الفيلم قصة شاب يتحول إلى فتاة أحلام كثير من الشباب بعد حيلة قام بها عن طريق الهاتف مع صديق له. ويشارك كورانا بطولة الفيلم نوشرات بهروشا ومانجوت سينغ، وهو من إخراج راج شانديليا. وقد تصدرالفيلم شباك تذاكر بوليوود بعد ما حققه من إيرادات تبلغ 170 مليون روبية ما يعادل 2,5 مليون دولار في ثاني أيام عرضه.

## قصة الفيلم
تدور أحداث الفيلم الذي عرض في 13 سبتمبر 2019 حول شاب (أيوشمان كورانا) يصبح فتاة أحلام كثير من الشباب بعد حيلة قام بها مع صديقه عن طريق الهاتف، وتتوالى الأحداث بشكل كوميدي حتى يصبح كورانا هو رمز الحب في العديد من القصص الرومانسية.

## أبرز الأبطال
- أيوشمان كورانا في دور كارامفير سينغ / بوجا
- نوشرات بهروشا بدور ماهي راجبوت
- أنو كابور في دور جاجيت سينغ
- مانجوت سينغ في دور سمايلي سينغ
- فيجاي راز في دور راجبال كيرار
- أبهيشك بانيرجي في دور ماهيندر راجبوت
- راج بهنسالي في دور تشاندو "توتو"
- راجش شارما في دور موجي9
- نيدهي بيشت في دور روما غوبتا
- نيلا ملهيركار في دور دادي
- نيها ساراف بدور تشاندراكانتا كيار
- جيتندر جور في دور توتو أبي
- أريانت في دور سونو كيرار
- غاجان غوبتا مديرا
- سوراب نيار في دور رام
- شاشي رانجان في دور هانومان
- ياش يوجين في دور لاكسمان
- بسنت جارج في دور ديباك
- سوكيش أناند في دور رافان
- فيديكا بهانداري في دور بوجا
- ريتيش ديشموك (ظهور خاص في أغنية "دغالا لاجالي")

## روابط خارجية
- مقالات تستعمل روابط فنية بلا صلة مع ويكي بيانات